# Танджавур

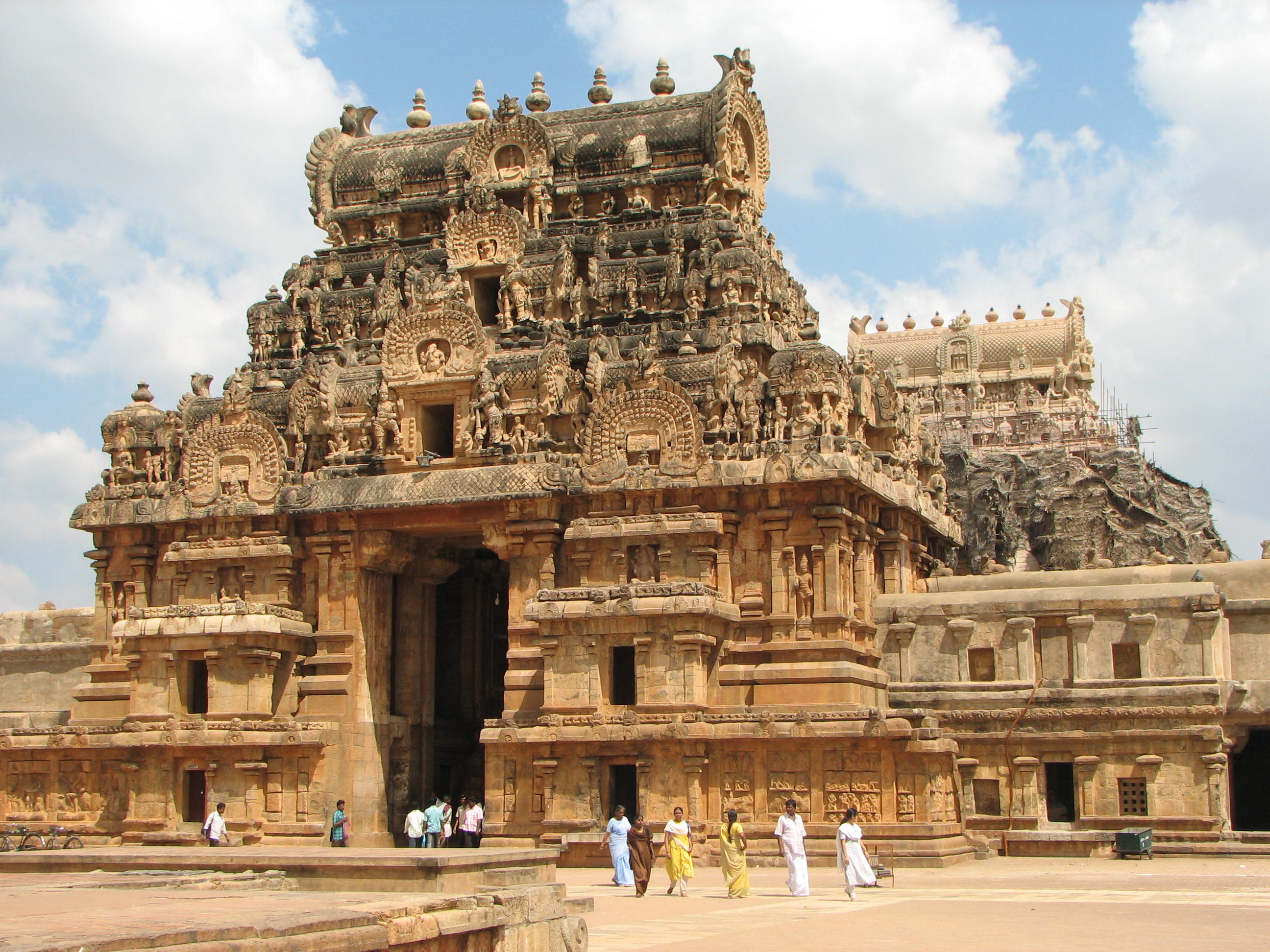
Ворота храма Брахадисвара

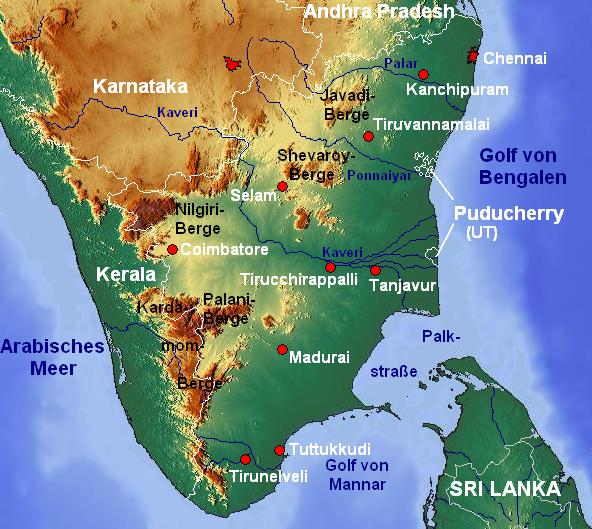
Карта юга Индии

Танджавур, Танджур (хинди तंजावुर, там. தஞ்சாவூர்) — административный центр одноимённого округа в индийском штате Тамилнад, в устье реки Кавери — одной из рисовых житниц Южной Азии. Население — 216 тыс. жит. (2001).

## История
Танджавуру принадлежит видная роль в истории Южной Индии. С IX по XI вв. он служил столицей протяжённой державы Чола. О той давней эпохе напоминает 66-метровый гранитный храм Брахадисвара — один из памятников Всемирного наследия ЮНЕСКО. Виджаялайя завоевал Танджавур у царя Мутхараяра Эланго Мутхараяра и построил храм Брахадисвара, посвящённый индуистской богине Нисумбхасудани.
Из других памятников старины примечательны виджаянагарская крепость и резиденция маратхского раджи.
В современном Танджавуре развиты ковроткачество и ювелирное дело. С каждым годом в городе растёт туризм.